# Montemarciano
Montemarciano é uma comuna italiana da região dos Marche, província de Ancona, com cerca de 10 210  habitantes. Estende-se por uma área de 22 km², tendo uma densidade populacional de 417 hab/km². Faz fronteira com Chiaravalle, Falconara Marittima, Monte San Vito, Senigália.

## Demografia
| Variação demográfica do município entre 1861 e 2011                               |
|                                                                                   |
| Fonte: Istituto Nazionale di Statistica (ISTAT) - Elaboração gráfica da Wikipedia |